# Якуб Швєрчок
Якуб Швєрчок (пол. Jakub Świerczok, нар. 28 грудня 1992, Тихи) — польський футболіст, нападник японського клубу «Наґоя Ґрампус».
Виступав, зокрема, за клуб «Кайзерслаутерн», а також національну збірну Польщі.

## Клубна кар'єра
Народився 28 грудня 1992 року в місті Тихи. Вихованець кількох футбольних академій, останньою з яких стала «Краковія». У 2009 краківський клуб продав молодого таланта у «Полонію» (Битом) за 15 тис. злотих. З 2011 року Швєрчок став залучатись до матчів з першою командою і до кінця року забив 12 голів у 18 матчах другого дивізіону Польщі, зацікавивши іноземних скаутів.
В результаті у січні 2012 року перспективний нападник перейшов у німецький «Кайзерслаутерн», підписавши контракт на три з половиною роки. 21 січня 2012 року дебютував за новий клуб під час матчу 18-го туру Бундесліги з «Вердером» (0:0). Втіім закріпитись в основі поляк не зумів, до кінця сезону провівши шість матчів за першу команду та дев'ять за резервну.
19 липня 2012 року Швєрчок для отримання ігрової практики був відданий в оренду в польський «П'яст» (Гливиці). 31 серпня Швєрчок дебютував за нову команду під час матчу другого туру Екстракласи з «Погонем» (Щецин), дебютувавши також у найвищій лізі Польщі. Втім цей матч так і залишився єдиним за клуб під час тієї оренди, оскільки вже 10 вересня 2012 року в матчі молодіжної збірною Польщі проти Португалії він зазнав розриву хрестоподібних зв'язок, від яких не зміг відновитись до кінця сезону.
Після закінчення сезону Швєрчок повернувся в «Кайзерслаутерн», але у серпні 2013 року він знову розірвав зв'язки лівого коліна. Оговтавшись від травми, з травня 2014 року він почав виступати за резервну команду, але колишньої результативності вже не показував і 10 грудня 2014 року за домовленістю сторін розірвав контакт з німецьким клубом.
На початку 2015 року Якуб повернувся до Польщі, де грав за клуби «Завіша» (Бидгощ), «Гурник» (Ленчна), ГКС (Тихи) та «Заглемб'є» (Любін), але ніде надовго не затримувався. У складі «Заглеб'є» Швєрчок за одну половину сезону забив 16 голів у 21 матчі польської Екстракласи, чим зацікавив предсавників болгарського клубу «Лудогорець», до якого і приєднався у січні 2018 року за 1 млн євро. З командою поляк тричі поспіль вигравав чемпіонат Болгарії, забивши за цей час 24 голи у 59 іграх чемпіонату.
У серпні 2020 року Швєрчок був відданий в оренду на сезон у «П'яст» (Гливиці), за який забив 15 голів у 23 іграх Екстракласи і став другим найкращим бомбардиром чемпіонату.

## Виступи за збірні
7 вересня 2011 року Швєрчок зіграв свій єдиний матч у складі юнацької збірної Польщі (U-20) під час зустрічі Турніру чотирьох націй з Італією, в якій забив гол.
2012 року залучався до складу молодіжної збірної Польщі. На молодіжному рівні зіграв у 3 офіційних матчах, але в останньому з них отримав серйозну травму і надалі виступати не міг.
10 листопада 2017 року дебютував в офіційних матчах у складі національної збірної Польщі в товариській грі проти Уругваю (0:0) у Варшаві, замінивши Каміля Вільчека на останні 23 хвилини.
У травні 2021 року потрапив до фінальної заявки збірної на чемпіонат Європи 2020 року.

## Титули і досягнення
- Чемпіон Болгарії (3):

«Лудогорець»: 2017/18, 2018/19, 2019/20
- Володар Суперкубка Болгарії (2):

«Лудогорець»: 2018, 2019
«Урава Ред Даймондс»: 2018
- Володар Кубка Джей-ліги (1):

«Наґоя Ґрампус»: 2021